# MalwareMustDie
MalwareMustDie は倫理的なセキュリティ研究ワークグループとして知られる非営利組織であり、2012年 8月より活動を開始した。MalwareMustDie は特定非営利活動法人であり、インターネット上のマルウェアの感染拡大を抑止するためのワークフローを確立しようとして結集された IT 専門家およびセキュリティ研究者による情報発信の媒体 である。当組織は自ら運営する マルウェア解析のブログ でその名を知られ、ブログにはこれまで対応してきた Linux 向けマルウェアの調査やボットネットの解析に関するリスト が掲載されている。また、当組織のスタッフは主にマルウェアに関する情報を発信し、Linux 向けマルウェアの検出技術をさらに向上するよう提言している。
MalwareMustDie は新たに出現したマルウェアやボットネットに対する独自の解析、警察機構やセキュリティ業界への検出したマルウェアに関するソースコードの共有、不正な攻撃基盤の除去に係る作業、特定のマルウェアの感染方法に関する専門的な分析、ツールキットが引き起こすサイバー犯罪に関する報告、といった取り組みでも知られる。
MalwareMustDie のスタッフによって初めて発見・発表された特筆すべきインターネット脅威には、Prison Locker （ランサムウェア）、Mayhem（Linux 向けボットネット）、Kelihos バージョン 2 - ZeusVM - Darkleech ボットネットの解析 - KINS（違法ツールキット）、Cookie Bomb（PHP 言語による不正な通信の転送）、Mirai - LuaBot - NyaDrop - New Aidra あるいは IRCTelnet - Torlus（別名 Gafgyt, Lizkebab, Bashdoor, Qbot, BASHLITE） - LightAidra - PNScan - STD Bot - Kaiten ボットネット（Linux 向け DDoS あるいは不正なプロキシボットネットによる Linux 向けマルウェア）、ChinaZ - Xor DDoS - IpTablesx - DDoSTF - DESDownloader（中国製 DDoS 用トロイの木馬型マルウェア）などがある。
当組織のスタッフは、例えば Adobe Flash の CVE-2013-0634（LadyBoyle と呼ばれる Adobe Flash Player の脆弱性）のようにクライアントを標的として脅威をもたらす脆弱性の解析や、2014年には Adobe 社の別の脆弱性（未公表）の解析にも参画したことから、 Adobe 社より「Independent Security Researchers」の部門で謝辞を受けている。また、当組織のスタッフによって調査された別の脆弱性は、あるブランドの Android 携帯にバックドアが仕掛けられ、後に20億台の機器で感染が確認されたが、この問題（CVE-2016-6564）に関する概念実証コードはスタッフのリバースエンジニアリングによって作成された。